# Magnac-sur-Touvre
Magnac-sur-Touvre és un municipi francès situat al departament del Charente i a la regió de la Nova Aquitània. L'any 2007 tenia 3.010 habitants.

## Demografia

### Població
El 2007 la població de fet de Magnac-sur-Touvre era de 3.010 persones. Hi havia 1.266 famílies de les quals 298 eren unipersonals (107 homes vivint sols i 191 dones vivint soles), 480 parelles sense fills, 413 parelles amb fills i 75 famílies monoparentals amb fills.
La població ha evolucionat segons el següent gràfic:
Habitants censats

### Habitatges
El 2007 hi havia 1.394 habitatges, 1.292 eren l'habitatge principal de la família, 28 eren segones residències i 73 estaven desocupats. 1.319 eren cases i 71 eren apartaments. Dels 1.292 habitatges principals, 1.023 estaven ocupats pels seus propietaris, 257 estaven llogats i ocupats pels llogaters i 12 estaven cedits a títol gratuït; 6 tenien una cambra, 58 en tenien dues, 213 en tenien tres, 402 en tenien quatre i 613 en tenien cinc o més. 1.025 habitatges disposaven pel capbaix d'una plaça de pàrquing. A 550 habitatges hi havia un automòbil i a 635 n'hi havia dos o més.

### Piràmide de població
La piràmide de població per edats i sexe el 2009 era:
| Homes | Edats   | Dones |
| ----- | ------- | ----- |
| 8     | 95 o +  | 4     |
| 8     | 90 a 94 | 4     |
| 20    | 85 a 89 | 36    |
| 8     | 80 a 84 | 24    |
| 72    | 75 a 79 | 68    |
| 80    | 70 a 74 | 88    |
| 68    | 65 a 69 | 112   |
| 96    | 60 a 64 | 84    |
| 60    | 55 a 59 | 92    |
| 160   | 50 a 54 | 112   |
| 104   | 45 a 49 | 104   |
| 128   | 40 a 44 | 100   |
| 84    | 35 a 39 | 132   |
| 64    | 30 a 34 | 76    |
| 96    | 25 a 29 | 48    |
| 60    | 20 a 24 | 32    |
| 104   | 15 a 19 | 80    |
| 100   | 10 a 14 | 68    |
| 56    | 5 a 9   | 60    |
| 64    | 0 a 4   | 64    |

## Economia
El 2007 la població en edat de treballar era de 1.861 persones, 1.350 eren actives i 511 eren inactives. De les 1.350 persones actives 1.251 estaven ocupades (659 homes i 592 dones) i 100 estaven aturades (36 homes i 64 dones). De les 511 persones inactives 210 estaven jubilades, 166 estaven estudiant i 135 estaven classificades com a «altres inactius».

### Ingressos
El 2009 a Magnac-sur-Touvre hi havia 1.327 unitats fiscals que integraven 3.155 persones, la mediana anual d'ingressos fiscals per persona era de 19.731 €.

### Activitats econòmiques
Dels 97 establiments que hi havia el 2007, 1 era d'una empresa alimentària, 7 d'empreses de fabricació d'altres productes industrials, 22 d'empreses de construcció, 21 d'empreses de comerç i reparació d'automòbils, 2 d'empreses de transport, 3 d'empreses d'hostatgeria i restauració, 1 d'una empresa d'informació i comunicació, 6 d'empreses financeres, 3 d'empreses immobiliàries, 5 d'empreses de serveis, 18 d'entitats de l'administració pública i 8 d'empreses classificades com a «altres activitats de serveis».
Dels 29 establiments de servei als particulars que hi havia el 2009, 1 era una oficina de correu, 1 una oficina bancària, 2 tallers de reparació d'automòbils i de material agrícola, 1 autoescola, 3 paletes, 4 guixaires pintors, 6 fusteries, 1 lampisteria, 2 electricistes, 1 empresa de construcció, 5 perruqueries i 2 restaurants.
Dels 6 establiments comercials que hi havia el 2009, 1 era una botiga de menys de 120 m², 1 una fleca, 1 una carnisseria, 1 una botiga d'equipament de la llar i 2 botigues de mobles.
L'any 2000 a Magnac-sur-Touvre hi havia 6 explotacions agrícoles.

## Equipaments sanitaris i escolars
Els 2 equipaments sanitaris que hi havia el 2009 eren farmàcies.
El 2009 hi havia 1 escola maternal i 2 escoles elementals.

## Poblacions més properes
El següent diagrama mostra les poblacions més properes.